# Roy Scheider
Roy Richard Scheider, ameriški igralec in ljubiteljski boksar * 10. november 1932 Orange, New Jersey, ZDA † 10. februar 2008 Little Rock, Arkansas, ZDA. 
Roy Scheider je zaslovel s številnimi vodilnimi in podpornimi vlogami v več ikoničnih filmih od leta 1970 do 1989. V filmu The Cloud Connection (1971) je igral detektiva NYPD Buddyjayja, v sedmih epizodah do leta 1973, vodjo policije Martina Brodya v Žrelu (1975) in Žrelu 2 (1978), v filmu Doc in Marathon Man (1976) je igral koreografa in filmskega režiserja Joe Gideona (katerega lik je zasnoval Bob Fosse) v filmu All That Jazz (ki ga je napisal in režiral Fosse) - (1979);  in Dr. Heywood R. Floyd v filmu iz leta 1984, ki se je nadaljeval do leta 2001: Vesoljska odiseja. 
Scheider je znan tudi po igranju kapitana Nathana Bridgerja v znanstvenofantastični televizijski seriji seaQuest DSV (1993–1996). Scheider je bil imenovan za enega najbolj edinstvenih in odlikovanih vseh hollywoodskih igralcev. Nominiran je bil za dve oskarjevi nagradi, zlati globus in nagrado BAFTA.

## Zgodnje življenje
Roy Scheider se je rodil v Orangeu v New Jerseyju, bil je sin Ane (née Crosson) in avtomehanika Roya Bernharda Scheiderja.  Scheiderjeva mati je bila irskega porekla z irskim katoliškim poreklom, njegov oče pa je bil protestantski nemški Američan. Kot otrok se je Scheider ukvarjal z športom, sodeloval je v organiziranih tekmovanjih v bejzbolu in boksu, za katera je bil uvrščen v srednjo težo, tehtal je 63,5 kilogramov. Scheider je tekmoval na boksarskem turnirju Diamond Gloves v Elizabeth, New Jersey. Obiskoval je srednjo šolo Columbia v Maplewoodu v New Jerseyju, ki jo je opravil leta 1950, v dvorano slave pa je odšel leta 1985. S svojimi boksarskimi rokavicami je trgoval na odru, študiral je dramatiko tako na univerzi Rutgers kot tudi na Franklin in Marshall College, kjer je bil član bratstva Phi Kappa Psi.

### Ljubiteljski boks
Med letoma 1946 in 1949 je Scheider kot boksar igral v New Jerseyju. Scheider je v televizijskem intervjuju v osemdesetih letih prejšnjega stoletja dejal, da se je lotil boksa, da bi shujšal. Dejal je, da se ne želi boriti, ampak da ga je njegov trener Georgie Ward spodbudil k tekmovanju. V svojem drugem dvoboju, na turnirju z diamantnimi rokavicami leta 1946, je Scheider utrpel zlomljen nos in v dveh krogih izgubil boj s tehničnim igralcem Myronu Greenbergu. Vendar je še naprej nadaljeval z boksom, s čimer je premagal Greenberga v naslednji igri.

### Vojaška služba
Scheider je tri leta služboval v zračnih silah ZDA kot prvi poročnik v letalskih operacijah od leta 1955 do 1958. Nato je postal zaposleni častnik v rezervnem poveljstvu zračnih sil do leta 1964.

## Igralska kariera

### Zgodnja kariera
Prvi film v katerem je Scheider nastopal, je bila grozljivka, The Curse of the Living Corpse (1964) 
Na televiziji je igral vodilne vloge v dveh majhnih operah CBS, Love of the Live in Secret Storm, igral pa je tudi karakterne vloge v epizodah Camera Three, N.Y.P.D.  in Coronet Blue. Igral je v TV filmu Lamp at Midnight (1966).
Scheider se je udeležil na newyorškem Shakespearejevem festivalu in dobil nagrado Obie leta 1968. Redno je imel vlogo v TV-seriji Hidden Faces (1968–69) in v filmih Stiletto (1969), Loving (1970) in Puzzle of a Downfall Child (1970), pa tudi TV-serija Where the Heart Is in Cannon. 

### Preboj
Leta 1971 je nastopil v dveh zelo priljubljenih filmih, Klute (1971) v režiji Alana Pakula, in v The French Connection (1971) v režiji Williama Friedkina. V naslednjem filmu, v katerem je igral fikcionalizirano različico newyorškega detektiva Sonnyja Grossa, mu je pridobil nominacijo za oskarja za najboljšega igralca v vlogi. 
Scheider je bil zdaj zelo priljubljen. Veliko plačo je dobil v TV filmu Assignment: München (1972). Kmalu je odšel v Evropo, da bi imel ključne podporne vloge v The Assassination (1972) in The Outside Man (1972).  Igral je v TV filmu To Be Young, Gifted and Black (1972).

### Znane vloge
Scheider je zelo dobro vlogo nastopil v filmu The Seven-Ups (1973), nadaljevanje filma The French Connection, v katerem Scheiderjev lik znova temelji na Grossu.
Drugi v film v katerem je tudi nastopil zelo dobro vlogo, Sheila Levine, je bil Is Dead in Living in New York (1975).
Scheider je zaslovel v filmu Žrelo (1975) v katerem je igral vodjo policije, Martina Brodya, v tem filmu pa sta igrala tudi Robert Shaw in Richard Dreyfuss. Scheiderjev izrek v filmu "Potreboval boš večjo barko" (You're gonna need a biger boat), je bil na seznamu najboljših filmskih izrekov Ameriškega filmskega inštituta izbran za 35. mesto.
Leto pozneje je nastopil kot tajni agent Doc Levy v filmu Marathon Man (1976), skupaj z Dustinom Hoffmanom in Laurenceom Olivierjem.
Scheider se je ponovno srečal z režiserjem francoske zveze, Williamom Friedkinom v filmu Sorcerer (1977), ki je bil remake francoskega filma iz leta 1953 Le Salaire de la peur - Plače strahu (The Wages of Fear). 
Prvotno je igral v filmu The Hunter Deer, drugem filmu tri-filmskega posla z Universal Studios, kljub temu, da je Scheider odstopil dva tedna pred začetkom snemanja. Universal mu je ponudil možnost, da ponovno predstavi vlogo Martina Brodyja za nadaljevanje v filmu Žrelo 2, in če bi sprejel pogodbene obveznosti, bi se mu zdelo izpolnjeno. Scheider je sprejel, Žrelo 2 pa je izšel leta 1978, v tem filmu pa je znova igral Martina Brodya. To je bil velik hit. 
Scheider je igral v filmu Last Embrace (1979), Hičkockovskem trilerju Jonathana Demmeja.
Leta 1979 je prejel svojo drugo nominacijo za oskarja, tokrat za najboljšega igralca v filmu All That Jazz, v katerem je igral fiktivno različico režiserja in soavtorja filma Boba Fosseja. Nekaj produkcije filma je bilo upodobljeno v FX-jevi miniseriji Fosse / Verdon, kjer je Scheiderja igral igralec / skladatelj Lin-Manuel Miranda.
Naredil je triler z Meryl Streep za Roberta Bentona, Still of the Night (1982), kar je bilo na blagajni razočaranje. Vendar je Blue Thunder (1983), film Johna Badhama o izmišljenem tehnološko naprednem prototipnem helikopterju, ki je med poletnimi olimpijskimi igrami leta 1984 zagotavljal varnost nad mestom Los Angeles.
Scheider je posnel dva TV filma, Jacobo Timerman: Zapornik brez imena, Celica brez števila (1983) in Tiger Town (1984).
Sledila je vloga dr. Heywooda Floyda v filmu Peter Hyams '2010, nadaljevanju leta 1984 v klasiki znanstvene fantastike iz leta 1968 Stanleyja Kubricka: vesoljska odiseja, v kateri je William Sylvester nastal z vlogo Floyda. Prispeval je pripoved za Mishima: Življenje v štirih poglavjih (1985).
Scheider je bil v The Men's Club (1986), 52 Pick-Up (1986) za John Frankenheimer, Cohen in Tate (1988), Listen to Me (1989), Night Game  (1989), The Fourth War (1990) za Frankenheimerja spet, Somebody Has to Shoot the Picture (1990) in The Russia House (1991). 

### Poznejša kariera
Eden njegovih poznejših filmov je bil film dr. Benwayja v filmski adaptaciji romana Williama S. Burroughs-a, Naked Lunch iz leta 1991. Leta 1990 je sodeloval s Seanom Conneryjem v filmu The Russia House kot pametno govoreča CIA-jeva zveza z MI6. Scheider je igral šefa mafije v kriminalnem filmu Gary Oldman Romeo Is Bleeding (1994) in glavnega izvršnega direktorja skorumpirane zavarovalnice, ki ga je lik Jamesa Damona navzkrižno pregledal v filmu The Rainmaker Johna Grishama iz leta 1997 v režiji Francista Forda Coppole.
Med svojimi poznejšimi filmi je nastopil kot hudomušni oče junaka Frank Castle v filmu The Punisher (2004), leta 2007 pa je igral v filmu The Poet in If I Don't Care. Ko je Scheider februarja 2008 umrl, sta se mu obetala dva filma: Temni medeni mesec, ki je bil končan, in triler Železni križ. V filmu Iron Cross igra Scheider vodilno vlogo Josepha, preživelega holokavsta, nagnjenega k pravičnosti, ki ga je navdihnil pokojni oče režiserja Joshua Newtona Bruno Newton. Iron Cross je bil na koncu izdan leta 2011.
Scheider je bil vodilni zvezdnik televizijske serije SeaQuest DSV, ki jo je posnel Steven Spielberg, v vlogi kapitana Nathana Bridgerja. Med drugo sezono je Scheider izrazil prepir glede smeri, v katero je nadaljevala serija. Njegovi komentarji so bili zelo objavljeni, mediji pa so ga kritizirali, ker se je lotil lastne oddaje. NBC je v tretji sezoni naredil dodatne spremembe pri kastingu in pisanju, Scheider pa se je odločil zapustiti šov. Njegova pogodba pa je zahtevala, da si v tej sezoni prikaže več gostovanj. V televizijski seriji NBC Tretja straža je večkrat gostoval tudi kot Fyodor Chevchenko.
Scheider je v deseti (1984–1985) sezoni gostoval v epizodi Saturday Night Live in se pojavil v epizodi Family Guya "Bill & Peter's Bogus Journey", ki se je izrazil kot voditelj videoposnetka o treningih na stranišču;  njihovi deli so bili cenzurirani na FOX in sindicirane oddaje.  Scheider je prisluškoval epizodi "Three Kings" za družinskega fanta (ki je bila posneta septembra 2007, a predvajana maja 2009, leto in tri mesece po Sheiderjevi smrti februarja 2008), v kateri je bil tudi njegov soigralec v Žrelu 1, Richard Dreyfuss. Scheider je v epizodi "Endgame" igralca z zvezdami v vlogi Law & Order: Crime Intent kot serijski morilec Mark Ford Brady, ki je bil ob koncu epizode označen kot biološki oče zvezdnika serije Vincent D'Onofrio, lik, detektiv Goren.
Scheider je pripovedoval in bil pridružen producent dokumentarnega filma Jaws 2006 The Shark is Still Working. 
Leta 2007 je Scheider prejel eno od dveh letno podeljenih nagrad za življenjsko delo na filmskem festivalu SunDeis v Walthamu v Massachusettsu.
Po Scheiderjevi smrti je bila v spomin objavljena biografija z naslovom Roy Scheider: A Life, ki je zbirala kritike, eseje in pripovedi o njegovem življenju in karieri. 

## Zasebno življenje
Scheiderjeva prva poroka je bila s Cynthio Bebout 8. novembra 1962. Imela sta eno hčer, Maximillia (1963–2006), preden sta se ločila leta 1986. 11. februarja 1989 se je Scheider poročil z igralko Brendo Siemer, s katero je imel sina Christiana Scheiderja in posvojil hčer Molly. Poročena sta ostala do njegove smrti.

## Smrt
Leta 2004 je Roy Scheider na zdravniškem pregledu ugotovil, da ima kahlerjevo bolezen. Junija 2005 je dobil presaditev kostnega mozga za zdravljenje raka. Umrl je 10. februarja 2008 v mestu Little Rock v Arkansasu, v bolnišnici za medicinske vede Univerze v Arkansasu, star 75 let. 
Scheiderjevo truplo je bilo kremirano, pepel pa raztresen v morje. 

## Filmografija

### Filmi
| Leto | Naslov                                       | Vloga                       | Opombe            |
| ---- | -------------------------------------------- | --------------------------- | ----------------- |
| 1964 | The Curse of the Living Corpse               | Philip Sinclair             |                   |
| 1968 | Paper Lion                                   | N/A                         | nekredificirano   |
| 1969 | Stiletto                                     | Bennett                     |                   |
| 1970 | Loving                                       | Skip                        |                   |
| 1970 | Puzzle of a Downfall Child                   | Mark                        |                   |
| 1971 | Klute                                        | Frank Ligourin              |                   |
| 1971 | The French Connection                        | Buddy Russo                 |                   |
| 1972 | The French Consiparacy                       | Michael Howard              |                   |
| 1972 | The Outside Man                              | Lenny                       |                   |
| 1973 | The Seven-Ups                                | Buddy - Seven-Up            |                   |
| 1975 | Sheila Levine Is Dead and Living in New York | Sam Stoneman                |                   |
| 1975 | Žrelo                                        | Šef policije Martin Brody   |                   |
| 1976 | Marathon Man                                 | Doc                         |                   |
| 1977 | Sorcerer                                     | Scanlon/Dominguez           |                   |
| 1978 | Žrelo 2                                      | Šef policije Martin Brody   |                   |
| 1979 | Last Embrace                                 | Harry Hannan                |                   |
| 1979 | All That Jazz                                | Joe Gideon                  |                   |
| 1982 | Still of the Night                           | Sam Rice                    |                   |
| 1983 | Blue Thunder                                 | Častnik Frank Murphy        |                   |
| 1984 | 2010                                         | Dr. Heywood Floyd           |                   |
| 1985 | Mishima: A Life in Four Chapters             | Pripovedovalec (glas)       |                   |
| 1986 | The Men"s Club                               | Cavanaugh                   |                   |
| 1986 | 52 Pick-Up                                   | Harry Mitchell              |                   |
| 1989 | Cohen and Tate                               | Cohen                       |                   |
| 1989 | Listen to Me                                 | Charlie Nichols             |                   |
| 1989 | Night Game                                   | Mike Seaver                 |                   |
| 1990 | The Fourth War                               | Col. Jack Knowles           |                   |
| 1990 | The Russia House                             | Russell                     |                   |
| 1991 | Naked Lunch                                  | Dr. Benway                  |                   |
| 1993 | Romeo Is Bleeding                            | Don Falcone                 |                   |
| 1997 | Plato"s Run                                  | Senarkian                   |                   |
| 1997 | The Rage                                     | John Taggart                |                   |
| 1997 | Executive Target                             | Predsednik Carlson          |                   |
| 1997 | The Peacekeeper                              | Predsednik Robert Baker     |                   |
| 1997 | The Myth of Fingerprints                     | Hal                         |                   |
| 1997 | The Ranimaker                                | Wilfred Keeley              |                   |
| 1997 | The Definite Maybe                           | Eddie Jacobsen              |                   |
| 1998 | Better Living                                | Tom                         |                   |
| 1998 | Evasive Action                               | Enzo Marcelli               |                   |
| 2000 | Chain of Command                             | Predsednik Jack Cahill      |                   |
| 2000 | Falling Through                              | Earl                        |                   |
| 2000 | The Doorway                                  | Profesor Lamont             |                   |
| 2000 | Daybreak                                     | Stan Marshall               |                   |
| 2001 | Time Lapse                                   | Agent La Nova               |                   |
| 2002 | The Good War                                 | Colonel Gartner             |                   |
| 2002 | Angels Don"t Sleep Here                      | Župan Harry Porter          |                   |
| 2003 | Citzen Verdict                               | Govornik Bull Tyler         |                   |
| 2003 | Dracula II: Legacy                           | Cardinal Siqueros           |                   |
| 2003 | Red Serpent                                  | Hassan                      |                   |
| 2004 | The Punisher                                 | Frank Castle Sr.            |                   |
| 2005 | Dracula III: Legacy                          | Cardinal Siqueros           |                   |
| 2005 | Love Thy Neighbor                            | Fred                        |                   |
| 2006 | Last Chance                                  | Cumberland                  | kratek film       |
| 2007 | The Poet                                     | Rabbi                       |                   |
| 2007 | If I Didn"t Care                             | Linus Boyer                 |                   |
| 2007 | Chicago 10                                   | Judge Julius Hoffman (glas) | dokumentarni film |
| 2007 | The Shark Is Still Working                   | Narrator (glas)             | dokumentarni film |
| 2010 | Iron Cross                                   | Joseph                      | izdano posmrtno   |

### Televizija
| Leto      | Naslov                                         | Vloga                  | Opombe                          |
| --------- | ---------------------------------------------- | ---------------------- | ------------------------------- |
| 1955      | The United States Steel Hour                   | Plesalec               | Episoda: Veter z juga           |
| 1962      | The Edge of the Night                          | Kenny                  |                                 |
| 1964      | Camera Three                                   | Face                   | Episoda: Alkimist               |
| 1965 - 66 | Love of Life                                   | Jonas Falk             | Episoda Various                 |
| 1966      | Lamp at Midnight                               | Francesco Barberini    | Televizijski film               |
| 1967      | The Secret Storm                               | Bob Hill # 1           |                                 |
| 1967      | Coronet Blue                                   | Apartment Manager      | Episoda: A Charade for Murder   |
| 1968      | N.Y.P.D.                                       | Paul Jason             | Episoda: Cry Brute              |
| 1969      | This Town Will Never Be the Same               | Perfomer               | Televizijski film               |
| 1971      | Cannnon                                        | Dan Bowen              | Episoda: No Pockets In A Shourd |
| 1972      | Assignment: Munich                             | Jake Webster           | Televizijski film               |
| 1983      | Prisoner Without a Name, Cell Without a Number | Jacob Timerman         | Televizijski film               |
| 1983      | Tiger Town                                     | Billy Young            | Televizijski film               |
| 1985      | Saturday Night Live                            | Host                   | Episoda: Roy Scheider           |
| 1990      | Somebody Has to Shoot the Picture              | Paul Marish            | Televizijski film               |
| 1993      | Wild Justice                                   | Peter Stride           | Televizijski film               |
| 1993 - 95 | seaQuest DSV                                   | Kapitan Nathan Bridger | 47 episod                       |
| 1997      | Money Play$                                    | Johnny Tobin           | Televizijski film               |
| 1998      | Silver Wolf                                    | John Rockwell          | Televizijski film               |
| 1999      | The Seventh Scroll                             | Grant Schiller         | Mini-Serije                     |
| 1999      | RKO 281                                        | George Schiller        | HBO Film                        |
| 2001      | Diamond Huntres                                | Jacob Van der Byl      | Televizijski film               |
| 2002      | King of Texas                                  | Henry Westover         | Televizijski film               |
| 2002      | Third Watch                                    | Fydor Chevchenko       | 6 episod                        |
| 2005      | Carrier: Arsenal of the Sea                    | Narrator (glas)        | TV Dokumentarni film            |
| 2007      | Law & Order: Criminal Internet                 | Mark Ford Brady        | Episoda: Endgame                |
| 2007 - 09 | Family Guy                                     | Himself                | 2 episodi                       |